# Mô men động lượng

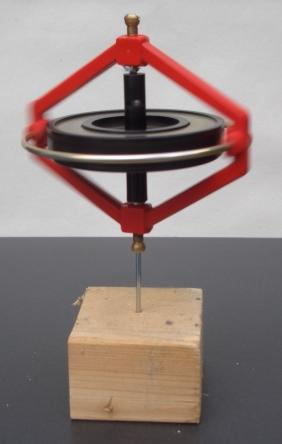
Một con quay hổi chuyển vẫn đứng thẳng trong khi quay, do Mô-men quay được bảo toàn.

Trong vật lý học, đại lượng mô-men động lượng (hay mô-men xung lượng, động lượng quay) là một tính chất mô men gắn liền với vật thể trong chuyển động quay đo mức độ và phương hướng quay của vật, so với một tâm quay nhất định.
Với vật rắn cổ điển có kích thước nhỏ hơn nhiều khoảng cách tới tâm quay, mô men động lượng, {\displaystyle {\vec {L}}}, phụ thuộc vào động lượng, {\displaystyle {\vec {p}}}, của vật thể và véc-tơ khoảng cách từ vật thể tới tâm quay, {\displaystyle {\vec {r}}}.
{\displaystyle {\vec {L}}={\vec {r}}\times {\vec {p}}={\vec {r}}\times m{\vec {v}}}
Với các vật thể rắn có hình dạng bất kỳ, mô men động lượng đối với 1 trục cố định có thể được tính từ mô men quán tính của vật rắn đối với trục đó, {\displaystyle I}, và vận tốc góc, {\displaystyle {\vec {\omega }}}:
{\displaystyle {\vec {L}}=I{\vec {\omega }}}

## Xây dựng công thức mô-men động lượng của vật rắn
Ta được biết mô-men động lượng của các chất điểm đối với một trục quay có biểu thức:
{\displaystyle L={\vec {r}}\times m{\vec {v}}}
Đối với các vật thể rắn, mô-men động lượng của chúng đối một trục quay là tổng các mô-men động lượng của các chất điểm nhỏ:
{\displaystyle {\vec {L}}=\Sigma {\vec {L}}=\Sigma {\vec {r}}_{i}\times m_{i}{\vec {v}}_{i}}
Vài biến đổi toán học và ta có:
{\displaystyle {\begin{alignedat}{2}\Sigma {\vec {r}}_{i}\times m_{i}{\vec {v}}_{i}&=\Sigma m_{i}{\vec {r}}_{i}\times {\vec {v}}_{i}\\&=\Sigma m_{i}[{\vec {r}}_{i}\times ({\vec {\omega }}\times {\vec {r}}_{i})]\\&=\Sigma m_{i}[r_{i}^{2}{\vec {\omega }}-{\vec {r}}_{i}({\vec {r}}_{i}.{\vec {\omega }})]\\&=\Sigma m_{i}[r_{i}^{2}{\vec {\omega }}-{\vec {r}}_{i}(x_{i}\omega _{x}+y_{i}\omega _{y}+z_{i}\omega _{z})]\end{alignedat}}}
Chiếu lên 3 trục xyz và rút gọn, ta có:
{\displaystyle {\begin{cases}L_{x}=I_{xx}\omega _{x}+I_{xy}\omega _{y}+I_{xz}\omega _{z}\\L_{y}=I_{yx}\omega _{x}+I_{yy}\omega _{y}+I_{yz}\omega _{z}\\L_{z}=I_{zx}\omega _{x}+I_{zy}\omega _{y}+I_{zz}\omega _{z}\end{cases}}}
Với:
{\displaystyle {\begin{cases}I_{xx}=\Sigma m_{i}(y_{i}^{2}+z_{i}^{2})\\I_{yy}=\Sigma m_{i}(z_{i}^{2}+x_{i}^{2})\\I_{zz}=\Sigma m_{i}(x_{i}^{2}+y_{i}^{2})\\\end{cases}}} và  {\displaystyle {\begin{cases}I_{xy}=I_{yx}=-\Sigma m_{i}x_{i}y_{i}\\I_{yz}=I_{zy}=-\Sigma m_{i}y_{i}z_{i}\\I_{zx}=I_{xz}=-\Sigma m_{i}z_{i}x_{i}\\\end{cases}}}
Từ đây ta có thể rút gọn các phương trình trên thành một phương trình vector:
{\displaystyle {\vec {L}}=[I]\times {\vec {\omega }}}
Với {\displaystyle [I]} là Ten-xơ moment quán tính

## Định luật 2 Newton mở rộng
Khi có mô men lực, {\displaystyle {\vec {M}}}, tác dụng lên vật thể  thì mô men động lượng sẽ thay đổi theo phương trình tương tự như định luật 2 Newton:
{\displaystyle {\vec {M}}={d{\vec {L}} \over dt}}
Nếu mô men quán tính của vật thể, {\displaystyle I}, không thay đổi thì phương trình trên trở thành:
{\displaystyle {\vec {M}}=I{d{\vec {\omega }} \over dt}}

## Định luật bảo toàn mô men động lượng
Từ công thức trên, suy ra nếu không có mô men lực tác động lên vật, mô men động lượng của vật thể sẽ không thay đổi theo thời gian. Đây chính là nội dung của định luật bảo toàn mômen động lượng. Phát biểu cụ thể: "mômen động lượng của một hệ không đổi khi hệ chịu tổng cộng các mômen ngoại lực bằng không".

## Cơ học lượng tử
Một đại lượng có ý nghĩa tương tự như mô men động lượng cho chuyển động quay của các vật thể bé nhỏ trong cơ học lượng tử là spin (một trong nhựng đại lượng vật lý)